# Dexter's Laboratory: Robot Rampage
Dexter's Laboratory: Robot Rampage är ett datorspel. Det finns till Game Boy Color och är baserat på den tecknade TV-serien Dexters laboratorium. Spelet utvecklades av Bam Entertainment och släpptes den 23 november 2000.